# جو ميلر (لاعب كرة قاعدة)
جو ميلر (بالإنجليزية: Joe Miller)‏ هو لاعب كرة قاعدة أمريكي، ولد في 17 فبراير 1861 في بالتيمور في الولايات المتحدة، وتوفي في 23 أبريل 1928 في ويلينغ في الولايات المتحدة.

## وصلات خارجية
- جو ميلر على موقعبيزبول رفرنس.كوم (الدوري الرئيسي) (الإنجليزية)
- جو ميلر على موقعبيزبول رفرنس.كوم (الدوري الثانوي) (الإنجليزية)